# ۶۷۰ (میلادی)
۶۷۰ (میلادی) ششصد و هفتادمین سال تقویم میلادی است.

## رویدادها
- ساخته شدن مسجد جامع قیروان در تونس توسط عقبه بن نافع.

## درگذشتگان
‎